# アイェルベ
アイェルベ（Ayerbe）は、スペイン・アラゴン州ウエスカ県のムニシピオ（基礎自治体）。県都ウエスカからは西に28kmの距離で、エブロ川の支流ガレゴ川からやや東に離れた位置にある。2014年の人口は1,097人。
乾燥した土地で、灌漑農業が行われている。土地の多くは、オーク、アーモンド、ブドウ、オリーブに覆われている。

## 歴史
11世紀のタイファ時代にサラゴサ王国によって砦が築かれた。1083年、アラゴン王国のサンチョ1世によって征服され、植民が行われた。12世紀のアルフォンソ1世の時代に町が作られた。
19世紀末に鉄道が開通し、この地域の商業の中心となった。1970年代にカンフランクの国際駅が閉鎖されると、失業者が増え人口が減少した。現在のおもな産業は農業だが、サービス部門では観光の振興が図られている。

## 名所

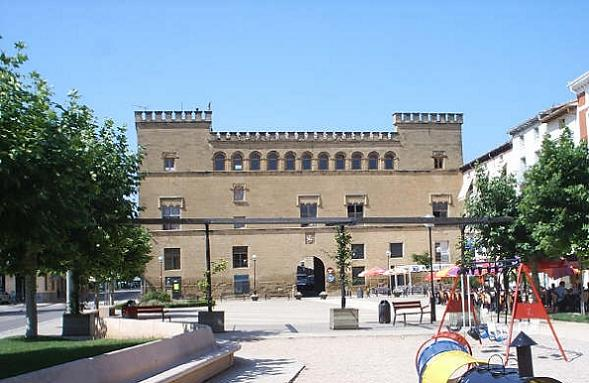
アイェルベ宮殿

町の中心にあるアイェルベ侯宮殿は16世紀に建てられたゴシック様式の建物で、中庭はルネサンス様式となっている。2004年からは私立の音楽学校に使われている。
ノーベル生理学・医学賞を受賞したサンティアゴ・ラモン・イ・カハールがこの町に10年間滞在したことを記念して、記念館が建てられている。
近隣の町には中世のロアーレ城やボレア教会がある。

## 祭り

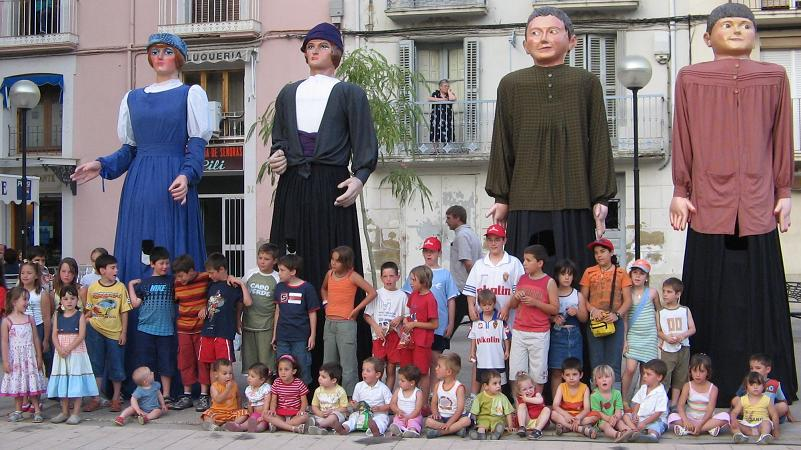
聖レティシアの祭礼の巨大人形

聖レティシアの祭礼は、1549年以来この町でもっとも重要なもので、9月9日から4-6日間にわたって催される。ブドウで飾った台に載せた聖人の像が町を練り歩く。巨大人形のパレードが行われ、夜には花火でできた火の雄牛の競争が行われる。
2005年には第6回アラゴン巨人祭りが開かれ、アラゴン中から72の巨人像が集まった。